# Klein-Pöchlarn
Klein-Pöchlarn est une commune autrichienne du district de Melk en Basse-Autriche.